# Карпов, Григорий Артамонович
Григорий Артамонович Карпов (18 сентября 1924, Копайское 1-ое, Уральская область — ноябрь 1943, Переяслав-Хмельницкий район, Киевская область) — сержант Рабоче-крестьянской Красной Армии, участник Великой Отечественной войны, Герой Советского Союза (1944 год).

## Биография
Григорий Артамонович Карпов родился 18 сентября 1924 года в крестьянской семье в деревне Копайское 1-е Копайского сельсовета Варгашинского района Курганского округа Уральской области, ныне деревня входит в Лебяжьевский муниципальный округ Курганской области.
С двухлетнего возраста воспитывался у тёти, Ефросиньи Васильевны Шкодских, проживавшей в деревне Еранино Дубровинского сельсовета Варгашинского района (деревня Еранино исключена как сселившаяся 30 марта 1976 года, а 20 сентября 2018 года упразднён Дубровинский сельсовет, ныне территория входит в  Варгашинский муниципальный округ Курганской области). До призыва на военную службу работал колхозе имени Свердлова и в Ворошиловской МТС (с. Дубровное), был холост.
13 августа 1942 года был призван Варгашинским РВК Челябинской области на службу в Рабоче-крестьянскую Красную армию и 5 сентября направлен в 3-ю учебную запасную стрелковую бригаду (город Тюмень). С сентября того же года — на фронтах Великой Отечественной войны. Принимал участие в боях на Воронежском и 1-м Украинском фронтах, участвовал в Курской битве и освобождении Украинской ССР. К сентябрю 1943 года сержант Григорий Карпов командовал пулемётным расчётом 436-го стрелкового полка 155-й стрелковой дивизии 27-й армии Воронежского фронта. Отличился во время битвы за Днепр.
28 сентября 1943 года переправился через Днепр и с ходу вступил в бой с противником в районе села Григоровка Григоровского сельского совета (укр. Григорівська сільська рада (Канівський район)) Переяслав-Хмельницкого района Киевской области Украинской ССР, ныне село входит в Бобрицкую сельськую общину (укр. Бобрицька сільська громада) Черкасского района Черкасской области Украины. 29 сентября во время отражения мощной немецкой контратаки при поддержке миномётов и артиллерии заменил погибшего командира взвода. Под его командованием взвод за три дня отразил 13 немецких контратак, уничтожив более 200 солдат и офицеров противника, а также несколько его огневых точек. За эти воинские заслуги был представлен к званию Героя Советского Союза. На момент представления к званию Героя Советского Союза — беспартийный.
Григорий Артамонович Карпов погиб в ноябре 1943 года, во время одного из последующих боёв на Букринском плацдарме. Похоронен в братской могиле в Григоровке.
Указом Президиума Верховного Совета СССР «О присвоении звания Героя Советского Союза генералам, офицерскому, сержантскому и рядовому составу Красной Армии» от 10 января 1944 года за «образцовое выполнение боевых заданий командования на фронте борьбы с немецко-фашистскими захватчиками и проявленные при этом отвагу и геройство» был удостоен посмертно высокого звания Героя Советского Союза с вручением ордена Ленина и медали «Золотая Звезда».
Длительное время считался пропавшим без вести. В 1945 году тётя обратилась в Варашинский РВК по вопросу розыска, но ответа не получила и больше не обращалась. В июле 1961 года было установлено, что погиб на фронте в конце 1943 года.

## Награды
- Герой Советского Союза, 10 января 1944 года[5][6][7]
  - Орден Ленина
  - Медаль «Золотая Звезда»

## Память
- В честь Карпова названа улица в центральной части пгт Варгаши.
- Упомянут на памятном знаке деревни Ераниной, существовавшей в 1810—1971 годах. Знак неоднократно подвергался актам вандализма[8] — 55°15′51″ с. ш. 65°48′29″ в. д.HGЯO
- Школа № 10, город Термез, Сурхандарьинская область, Узбекистан (по другим данным имени С.Н. Карпова)
- Школа № 22, Гагаринский район, город Москва, Россия (ныне реорганизована)
- Школа № 44, Термезский район, Сурхандарьинская область, Узбекистан (ныне реорганизована)